# Feliks Mowsisjan
Feliks Mowsisjan, orm. Ֆելիքս Մովսիսյան, Felik's Movsisyan (ur. 16 czerwca 1952 w Kirowakan (ob. Wanadzor), Armeńska SRR, ZSRR) – ormiański historyk, profesor Państwowego Uniwersytetu w Wanadzorze, kierownik Katedry Historii. W swojej pracy naukowej zajmuje się głównie recepcją europejskich ruchów narodowowyzwoleńczych w prasie ormiańskiej, w tym m.in. powstania listopadowego i powstania styczniowego.

## Życiorys
Feliks Mowsisjan skończył studia historyczne na Państwowym Uniwersytecie w Wanadzorze. W 1996 obronił pracę doktorską pt. Ormiańska opinia publiczna o polskiej walce wyzwoleńczej lat 30.-60. XIX wieku. W 2005 uzyskał stopień doktora nauk na podstawie pracy pt. Europejskie ruchy narodowowyzwoleńcze pierwszej połowy XIX wieku a ormiańskia myśl publiczna. W 2007 otrzymał tytuł naukowy profesora.

## Wybrane publikacje
- Działalność ormiańskich organizacji pozarządowych w Rzeczpospolitej Polskiej w latach 1991-2017 (2018),
- Ormiańska myśl publiczna i prasa periodyczna o polskiej walce narodowo-wyzwoleńczej XIX wieku (2002),
- Ormiańska opinia publiczna na temat europejskich ruchów narodowowyzwoleńczych lat 1800-1820,
- Ormiańska opinia publiczna na temat europejskich ruchów narodowowyzwoleńczych lat 1830-1840,
- Ormiańska opinia publiczna na temat europejskich ruchów narodowowyzwoleńczych lat 1850-1870,
- Ormiańska opinia publiczna o polskiej walce wyzwoleńczej lat 30.-60. XIX wieku (1996).